# BC Marburg
Le BC Marburg est un club féminin allemand de basket-ball issu de la ville de Marbourg. Le club appartient à la Damen Basketball Bundesliga soit le plus haut niveau du championnat allemand.

## Palmarès
- Champion d'Allemagne : 2003
- Vainqueur de la coupe d'Allemagne : 2003

## Entraîneurs successifs
- Depuis ? : -